# NGC 6984
NGC 6984 (również PGC 65798) – galaktyka spiralna z poprzeczką (SBc), znajdująca się w gwiazdozbiorze Indianina. Odkrył ją John Herschel 8 lipca 1834 roku.
W galaktyce tej zaobserwowano dwie supernowe: SN 2012im i SN 2013ek.